# شهرداری یانپیبالگا
شهرداری یانپیبالگا (به لاتین: Jaunpiebalga Municipality) یک شهرداری در لتونی است. شهرداری یانپیبالگا ۲٬۷۲۱ نفر جمعیت دارد.